# Żdanowicze (rejon miński)
Żdanowicze (biał. Ждановічы) – agromiasteczko w rejonie mińskim, w obwodzie mińskim, na Białorusi. Siedziba sielsowietu.
Znajduje się tu stacja kolejowa Żdanowicze na linii Mińsk Osobowy – Mołodeczno.